# 太陽ファーム (畜産)
有限会社太陽ファーム（たいようファーム）は、愛媛県西予市三瓶町に本社を置き、養豚業などを営む企業。

## 概要
1975年に母豚10頭で養豚業を創業。負債を抱えた養豚場を経営者ごと受け入れ、再生、拡大していく、いわゆる農業版M&Aにより急成長。四国最大の養豚生産者として、西予市を中心に県内各地で養豚業を営んでいる。
また養豚の中で発生する豚の排泄分を堆肥化し、グループの農事組合法人が営む農園で活用しキャベツやタマネギなどの栽培を行っている。

## 沿革
- 1975年 - 母豚10頭を購入し、創業。
- 1988年 - 三瓶第2農場を建設。
- 1990年 - 「有限会社太陽ファーム」設立し法人化。三瓶第1、第2農場拡大工事。
- 1992年 - アラタ農場を建設。
- 1995年 - 有限会社伊方畜産をグループ農場に加え、伊方農場第1期工事。
- 1996年 - 明浜農場を建設。
- 1997年 - 有限会社山下畜産をグループ農場に加え、三崎農場第1期工事。
- 1999年 - 三崎農場、第2期工事。
- 2000年 - 中山農場、第1期工事。
- 2001年 - 中山農場、第2期工事。
- 2006年 - 農園部門としてたいよう農園を設立。
- 2009年 - 有限会社宇和ピッグファーム社をグループ農場に加える。
- 2010年 - 伊方農場、第3期工事。
- 2013年 - 有限会社フルスロットル工務店設立。(建築・設備・改善工事を内製化)
- 2015年 - 西予市飼料基地建設　フルトレーラーによる飼料の輸送開始。
- 2017年 - 野村繁殖農場建設。(母豚規模3600頭)
- 2017年 - たいよう自動車協同組合をグループ化。(車検と保守管理を内製化)
- 2019年 - 野村肥育農場建設。(年間出荷10万頭)
- 2020年 - 西予市宇和町の下川・下松葉・上松葉・大江・瀬戸に社員寮を建設。
- 2020年 - 有限会社たいよう工務店に社名変更。(旧社名:有限会社フルスロットル工務店)
- 2020年 - 野村肥育農場にてシルバードラゴン(おが粉リサイクルプラント)稼働開始。
- 2021年 - 野村肥育農場離乳舎建設工事。
- 2021年 - 有限会社富士ファームをグループ化
- 2022年 - 野村繁殖農場2期工事。(母豚規模5000頭)
- 2022年 - 富士ファーム肥育農場建設工事。(年間出荷14万頭)

## グループ会社
- 株式会社たいよう農園（ホテル業）
- 農事組合法人たいよう農園（野菜生産・加工・販売）
- 有限会社たいよう工務店（総合建設業）
- たいよう自動車協同組合（自動車整備業）
- 有限会社伊方畜産（養豚業）
- 有限会社宇和ピッグファーム社（養豚業）
- 有限会社山下畜産（養豚業）
- 有限会社富士ファーム（養豚業）